# 巻乗り
巻乗り（まきのり）とは、馬術における運動の一つである。

巻乗り（10m）

広義には直径10m以下の輪線運動を指す。馬場馬術では直径6mである。
巻乗りは、馬に後肢の踏み込みを求める収縮運動であり、四肢は正しく輪線上を進む必要がある。
横への屈撓と後肢の踏み込みがなされることを利用して、「腰を内へ」等の二蹄跡運動の前段階に用いられることがある。
特に指示が無い場合、基本的には直径6mの円のことを指すが「大きく」と号令された場合この限りではない。なお、直径10mを超える輪線運動は輪乗りとよぶ。